# 우주전함 야마토 (2010년 영화)
《우주전함 야마토》(일본어: SPACE BATTLESHIP ヤマト)는 1974년 애니메이션 TV 시리즈 《우주전함 야마토》를 실사화한 2010년 SF 영화이다. 감독은 야마자키 다카시, 제작은 나카자와 토시아키, 각본은 사토 시마코가 맡았다. 주요 출연진은 키무라 타쿠야, 구로키 메이사, 야마자키 쓰토무, 야나기바 토시로, 다카시마 레이코, 쓰쓰미 신이치 등이며, 해설은 사사키 이사오가 맡았다. 이 영화의 줄거리는 가미라스라고 불리는 외계인들이 지구를 공격하기 시작한 지 5년이 지난 2199년, 지구 방위군 (EDF)가 지구를 구해내기 위해 우주전함 야마토를 발사해 우주를 항해하며 벌어지는 내용이다. 캐치프레이즈는 "반드시 돌아오리라"(일본어: 必ず、生きて還る 카나라즈, 이키테 카에루[*])이다.
대부분의 촬영은 2009년 10월부터 그 해 말까지 마무리되었고, 이후 영화가 개봉되기 전 9개월 동안 컴퓨터 그래픽, 편집 등의 작업이 이어졌다. 그리고 2010년 12월 1일 일본에서 개봉하였고, 일본 내에서 흥행을 거두었고 세계 여러 나라에서도 개봉했다.

## 줄거리
때는 가미라스라고 불리는 외계인들이 지구를 공격하기 시작한지 5년이 지난 2199년, 지구를 지키는 지구 방위군 (Earth Defense Force, EDF)는 불리한 전세를 뒤집기 위해 화성 가까이로 공세이전에 착수한다. 그러나 인간의 무기로는 전혀 외계인 가리마스의 상대가 되지 못했고, EDF의 함대들은 심각한 피해를 입게 되어 절체절명의 위기에 처하게 된다. 이 때 '유키카제'라는 이름의 구축함을 지휘하던 함장 코다이 마모루가 스스로 방패로 나서서 가미라스의 공격을 막아주었고, 그 사이에 EDF 오키다 선장의 함대들은 무사히 위기에서 빠져나올 수 있었다. 그러나 계속 가미라스의 공격을 받은 마모루의 구축함은 결국 파괴되고 만다.
한편, 마모루의 동생 코다이 스스무는 방사능에 오염된 지구에서 안전한 지하에서 거주하며 매일 지상으로 나와 지구 표면에서 레어 메탈을 찾고 있었다. 보통과 다름없던 어느 날, 스스무는 예전과 같이 지구 표면을 조사하고 있었다. 그런데 그 때 갑자기 한 물체가 근처에서 지구에 충돌하고, 그 여파로 스스무는 잠시 의식을 잃고 방사능에서 그를 보호해주던 헬멧은 날아가 버린다. 잠시 뒤, 그는 깨어나서 정신을 차렸는데, 그 곳에서 외계인의 메시지가 담긴 캡슐을 발견하게 되고, 그의 주변에 방사능이 현저히 줄어든 것을 알아차린다. 스스무는 구조되어 오키다의 함선 안으로 옮겨지고, 함선에 타고 있던 선원들은 스스무가 발견했던 캡슐에 어떤 설계도가 들어있는 것을 발견한다. 그 설계도에는 이스칸델이라고 하는 행성의 좌표와 지구에서 그 행성까지의 항로가 담겨져 있었다. 한편 스스무는 자신의 형이 오키다를 구하는 대신 목숨을 잃은 것을 알고 오키다에게 직접 가서 심하게 화를 내지만, 선원 유키 모리가 힘으로 그를 제지한다.
한편 캡슐을 개봉한 오키다 선장은 이스칸델에 인간이 다시 살아날 희망이 있다고 믿게 된다. 그리고 그는 이스칸델로 떠날 선원들을 모집하게 되는데, 전 EDF 파일럿이었던 코다이도 재입대하기로 결정했다. 선원이 모두 모집되고, 드디어 이스칸델로 갈 인간의 마지막 우주전함 '야마토'가 모습을 드러낸다. 하지만 야마토는 떠나기 전에 지구 주변의 가미라스 부대들을 섬멸해야만 지구를 벗어날 수 있었다. 선장 오키다는 아직 시험 발사조차 해보지 못한 파동포를 가미라스에게 발사해 섬멸하도록 명령을 내리는데, 야마토의 실험적이자 주된 무기인 파동포는 성공적으로 가미라스를 섬멸한다. 코다이는 다시 전 동료들과 한 팀이 된다. 한편, 코다이를 존경해 EDF에 입대했던 유키는 코다이를 미워하게 된다.
야마토 선원들은 첫 워프 테스트를 실시하고 난 후에 또 다시 더 많은 가미라스 함대들과 맞닥뜨리게 된다. 파동포로 공격하려고 해도 워프 또한 파동포처럼 원자로를 이용해서 작동시키기 때문에 엔진이 재충전되어 다시 워프할 수 있을 때까지 기다려야 했다. 야마토는 가미라스의 주력함을 파괴시키는 데 성공하지만, 파편이 유키의 전투기를 향해 날아가 유키의 전투기 안에 점점 산소가 부족해지게 된다. 코다이는 유키를 포기하라는 명령을 거스르고는 그녀를 구하러 야마토 밖으로 전투기를 타고 나가 그녀를 구하는 데 성공한다. 그리고 지구와의 마지막 교신을 하고 태양계를 벗어난다.
이후 또다시 워프를 하고, 야마토 선원들은 표류하는 가리마스 전투기를 발견하고는 포획해서 조사에 들어가지만, 외계인 파일럿은 살아있었고 특공대 대장 사이토 하지메 몸 속에 들어간다. 그 외계인은 스스로를 데슬러라고 부른다고 하고 가미라스는 의식 연합체라고 설명한다. 코다이는 조종당하는 사이토를 잠시 기절시키고, 그 외계인은 파괴된다.

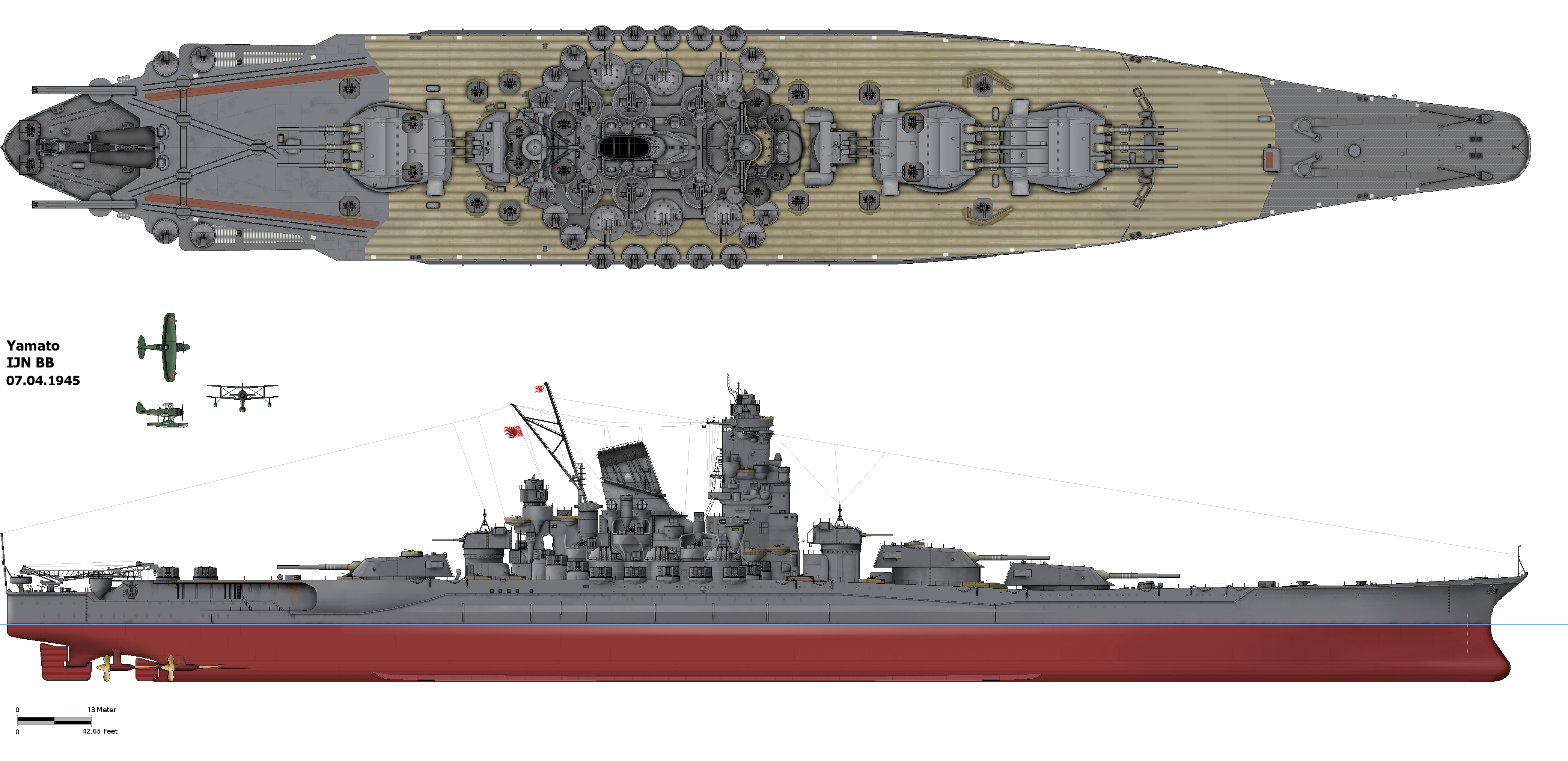
이 영화의 모티브가 된 제2차 세계 대전 당시의 야마토 전함.

이후, 병에 걸린 오키다 선장은 코다이에게 대신 선장 대리를 맡게 한다. 한편 선원들은 포획했던 가미라스 전투기가 위치 추적 장치를 달고 있어 야마토의 위치를 가미라스에게 누설하고 있다는 걸 알게 된다. 야마토는 공격해오는 가미라스 함대를 파동포로 격침시키지만, 가미라스 우주선이 코다이의 동료가 있는 제3함교 쪽으로 접근해서 자폭하려 한다. 코다이는 마지못해 야마토 밖에서 전투기를 타고 있던 유키에게 제3함교에 미사일을 발사하라는 명령을 내려서 제3함교를 떨어뜨리게 하고, 이로써 동료를 잃었지만 결과적으로 야마토는 위기를 넘기게 된다. 나중에 코다이는 유키에게 동료들에게 미사일을 발사하라는 명령을 내린 것에 대해 사과하고, 그 둘은 사랑에 빠지게 된다.
드디어 야마토는 이스칸델 근처에 도달하게 된다. 하지만 이스칸델 방향에서 수많은 미사일이 발사되고, 야마토는 미사일을 모두 막아내지만 미사일 중의 일부가 날라와 파동포의 포구가 막히게 된다. 야마토의 가장 중요한 무기가 사용하지 못하게 되자, 코다이는 아무 곳으로나 워프를 하자는 위험한 선택을 하고, 워프로 이스칸델의 정반대 면으로 도달하게 된다. 하지만 야마토의 선원들은 그 정반대 면이 방사능으로 오염된 지구와 같은 모습인 걸 보고는 놀라움을 감추지 못한다.사실 가미라스와 이스칸델은 같은 행성이었던 것이다. 선원들은 자신들이 함정에 걸린 것이라고 생각하지만, 코다이는 그냥 행성에 상륙하자고 동료들을 설득한다. 그는 행성 표면으로 다가가며 무장한 경계 시스템을 뚫고, 많은 동료들이 목숨을 잃는다. 그리고 결국 코다이와 사나다, 사이토, 그리고 모리 4명만이 주어진 좌표에 도달하게 된다.
그 좌표에 도달하고서, 한 외계인이 유키의 몸 안에 들어가고는 가미라스와 이스칸델은 같은 의식체의 두 양면이라고 셜명한다. 그 외계인은 그들의 행성은 머지 않아 멸망하려 하며 가미라스는 지구인들을 모두 말살한 뒤에 지구를 살기 좋은 환경으로 개량하고 있는 것이라 설명한다. 하지만, 이스칸델은 자신들의 행성과 운명을 같이 하려고 했기 때문에 이스칸델을 가둔 것이라고 말한다. 이스칸델은 유키에 지구에 방사능을 제거할 수 있는 능력을 주입시키고, 그들은 다시 지구를 향해 돌아가려고 한다. 하지만 행성을 탈출하는 동안 사이토와 사나다는 가미라스의 힘의 근원을 없애기 위해 고전분투하다 목숨을 잃는다. 그리고 드디어 야마토는 지구로 돌아가게 되고 돌아가는 동안 오키다 선장은 죽음을 맞이한다. 선원들은 다시 지구로 돌아오는 것을 대단히 기뻐하지만 마지막으로 살아남은 가미라스 함대가 매복했다가 습격하고 야마토의 거의 모든 부분이 파괴될 지경에 이른다. 그리고 데슬러가 나타나서는 지구를 공격할 생각은 더 이상 없지만, 대부분의 가미라스가 죽음을 마지했고, 데슬러 자신들은 복수를 위해 지구를 완전히 파괴하겠다고 말한다. 코다이는 자신을 제외한 모든 사람을 야마토 밖으로 내보내고는 가미라스에게 포구가 막힌 파동포를 발사해서, 자신과 야마토, 그리고 가미라스와 함께 죽음을 맞이한다.
영화의 마지막은 크레딧이 나오면서 유키와 코다이의 아들로 보이는 아이가 다시 초록색으로 뒤덮인 지구 위에 서 있는 장면으로 끝난다.

## 배역
야마토 선원
- 키무라 타쿠야 - 코다이 스스무 역, 일찍이 코스모 제로의 에이스였으나 실수로 여러 사람의 목숨을 잃게 한 일로 제대했으며, 이후 지구에서 레어 메탈 회수를 하다가 야마토 호로 자원 입대해, 함장 대리까지 겸임하게 된다.
- 구로키 메이사 - 모리 유키 역, 블랙 타이거 함대 에이스 파일럿으로, 처음에는 코다이와 사이가 별로 안 좋았으나, 여러 오해가 풀리면서 서로 사랑하게 된다.
- 야나기바 토시로 - 사나다 시로 역, 최고 과학/기술 책임자로, 이스칸델에 상륙한 이후 코다이와 모리에게 지구와 야마토를 맡기고는 자신은 가미라스 중추를 파괴하기 위해 남아서 고전분투하다 목숨을 잃는다.
- 오가타 나오토 - 시마 다이스케 역, 일등항해사로, 지구에 돌아와서 마지막으로 데슬러와 결전을 벌일 때 코다이와 함께 야마토에 남으려고 하지만, 코다이에게 설득 당해 탈출용 함선의 조종을 맡는다.
- 다카시마 레이코 - 사도 선생 역, 함선 의사로, 항상 고양이를 데리고 다니고 있으며, 오가타 선장의 치료를 맡는다.
- 니시다 토시유키 - 도쿠가와 히코자에몬 역, 기관장으로, 파동포 발사를 담당한다.
- 이케우치 히로유키 - 사이토 하지메 역, 우주 특공대 대장으로, 사나다와 함께 가미라스 중추를 파괴하기 위해 남아서 고전분투하다 목숨을 잃는다.
- 마이코 - 아이하라 역, 통신 사관이다.
- 야시바 토시히로 - 난부 야스오 역, 기동 부대이다.
- 나미오카 카즈키 - 가토 사부로 역, 블랙 타이거 함대 지휘관이다.
- 사이토 다쿠미 - 야마모토 아키라 역, 블랙 타이거 함대 선원이다.
- 미우라 다카히로 - 후루야 역, 블랙 타이거 함대 선원이다.
- 야마자키 쓰토무 - 오키다 선장 역이다.
- 오와다 겐스케 - 오다 켄지로 역, 항해사이다.

기타
- 쓰쓰미 신이치 - 코다이 마모루 역, 스스무의 형이자 구축함 '유키카제'의 선장으로, 지구 근처에서 가미라스와 싸우던 중에 오카다 선장을 비롯한 다른 함선들의 피해를 막기 위해 대신 방패로 나서서 목숨을 잃는다.
- 하시즈메 이사오 - 토도 헤이쿠로 역, 지구 방위군 총지휘관이다.

목소리
- 오카다 켄이치 - 애널라이저 역, 코다이 스스무의 조수 로봇으로, 코다이가 레어 메탈을 채취할 때 도와주며, 이스칸델에 상륙한 뒤에 적들을 상대하다 목숨을 잃는다.
- 이부 마사토 - 데슬러 역, 가미라스의 악한 면이다.
- 우에다 미유키 - 이스칸델 역, 원래 이름은 스타샤이며 가미라스의 선한 면이다.
- 사사키 이사오 - 내레이터.

## 제작

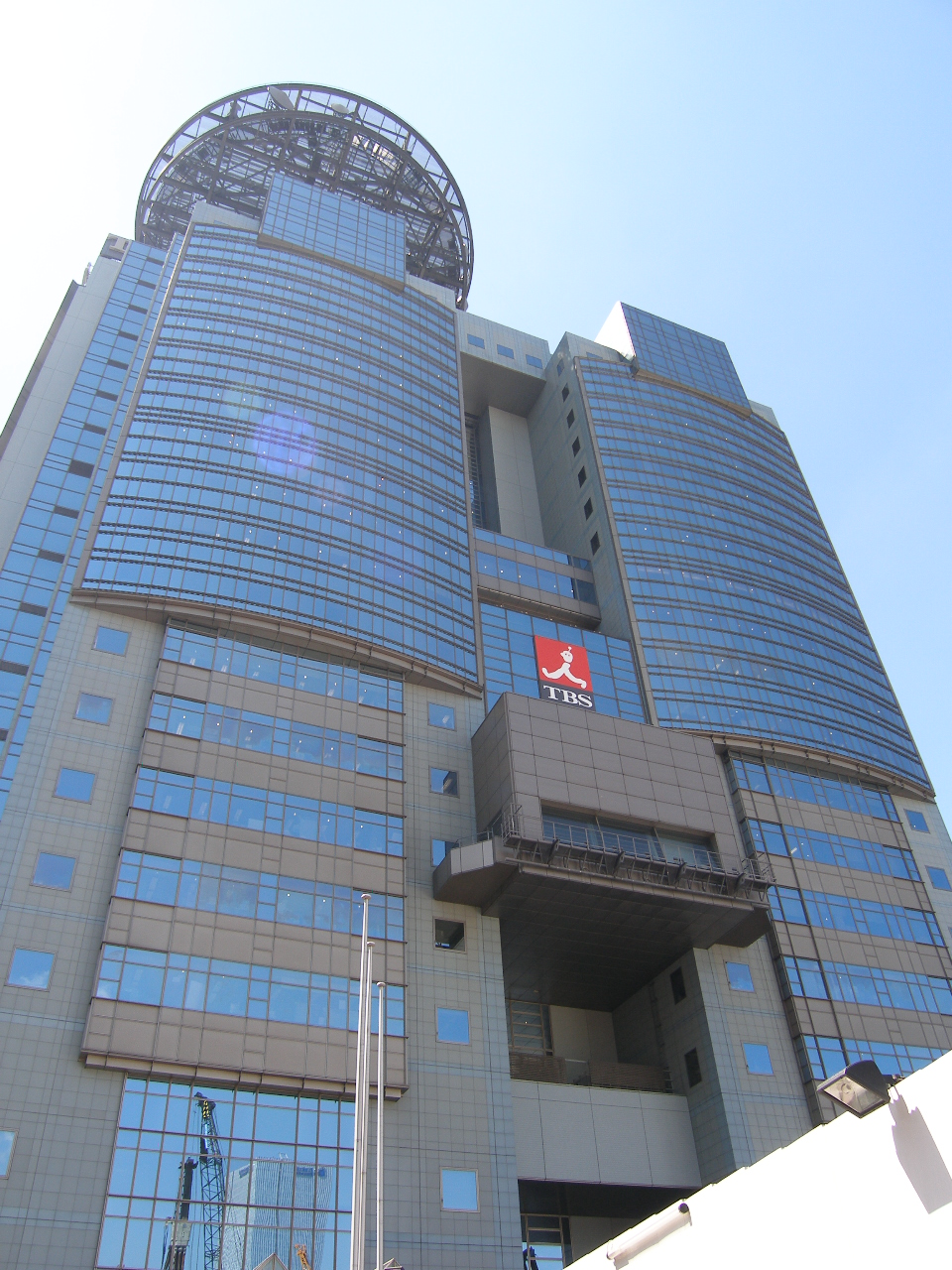
아카사카에 있는 도쿄 방송 홀딩스 (TBS) 건물.

영화의 줄거리는 우주전함 야마토 (특히 극장판 스타샤 사망편)을 중심으로, 원작자 중 한 명인 마쓰모토 레이지가 참가하기 전에 만들어진 '라젠드라 버전 야마토', '안녕' 편, 완결편의 내용을 모티브로 하고 있으며, 영화 후반과 결말에는 '안녕' 편과 완결편의 내용이 주를 이뤘다.

### 캐스팅
주인공 코다이 스스무 역은 키무라 타쿠야가 맡았다. 기무라 다쿠야는 예산 초과의 위험 때문에 출연료를 삭감하는 데에 동의했다. 기무라 타쿠야는 어린 시절, 처음으로 극장에서 본 영화가 우주 전함 야마토였다고 밝히며, "자신이 보았었던 작품의 배역 속에 들어갈 수 있었다. 기쁨과 동시에 책임도 느꼈다."라고 말했다. 유키 모리 역에는 사와지리 에리카가 원래 예정되어 있었지만, 소속사 스타더스트와 계약이 해지되는 등의 갈등을 겪었고, 영화 촬영 시작 약 한 달 전에 구로키 메이사로 대체되었다. 또한 유키 역은 원작보다 더 강한 역할로 변했으며, 구로키 메이사는 "크랭크 인이 다른 분보다 늦었기 때문에, 첫 날에 야마토가 마지막 싸움에 도전하는 클라이맥스 신을 촬영한 것이 제일 힘들었다."고 말했다.
시마 다이스케 역을 맡은 오가타 나오토는, "남심을 자극하는 이상적인 작품 '야마토'를 실사화한다는 것으로, 자신이 출연하든 그렇지 않든, 그 영화를 보고 싶었다"라고 말했다. 원작에서는 남성이었던 아이하라가 여자 역할로 바뀌어 쿨하고 강한 여성 역을 맡은 마이코는, "현장에서 느낀 것을 연기하려고 했다"고 말했다. 가토 사부로 역을 맡은 나미오카 카즈키는, "평상시의 나의 캐릭터와도 가까웠다."라고 배역을 묘사했다. 야마모토 아키라 역을 연기한 사이토 다쿠미는, "나 자신도 마치 할리우드 영화를 보고 있는 것 같아서, 일본의 영화도 진화했다고 느꼈다. 우주의 영상은 물론, 지하에 인류가 살고 있는 묘사가 대단하다고 생각한다."라고 말했다. 원작에서는 남성이었던 사도 선생이 여성으로 바뀌었다.

### 촬영과 편집

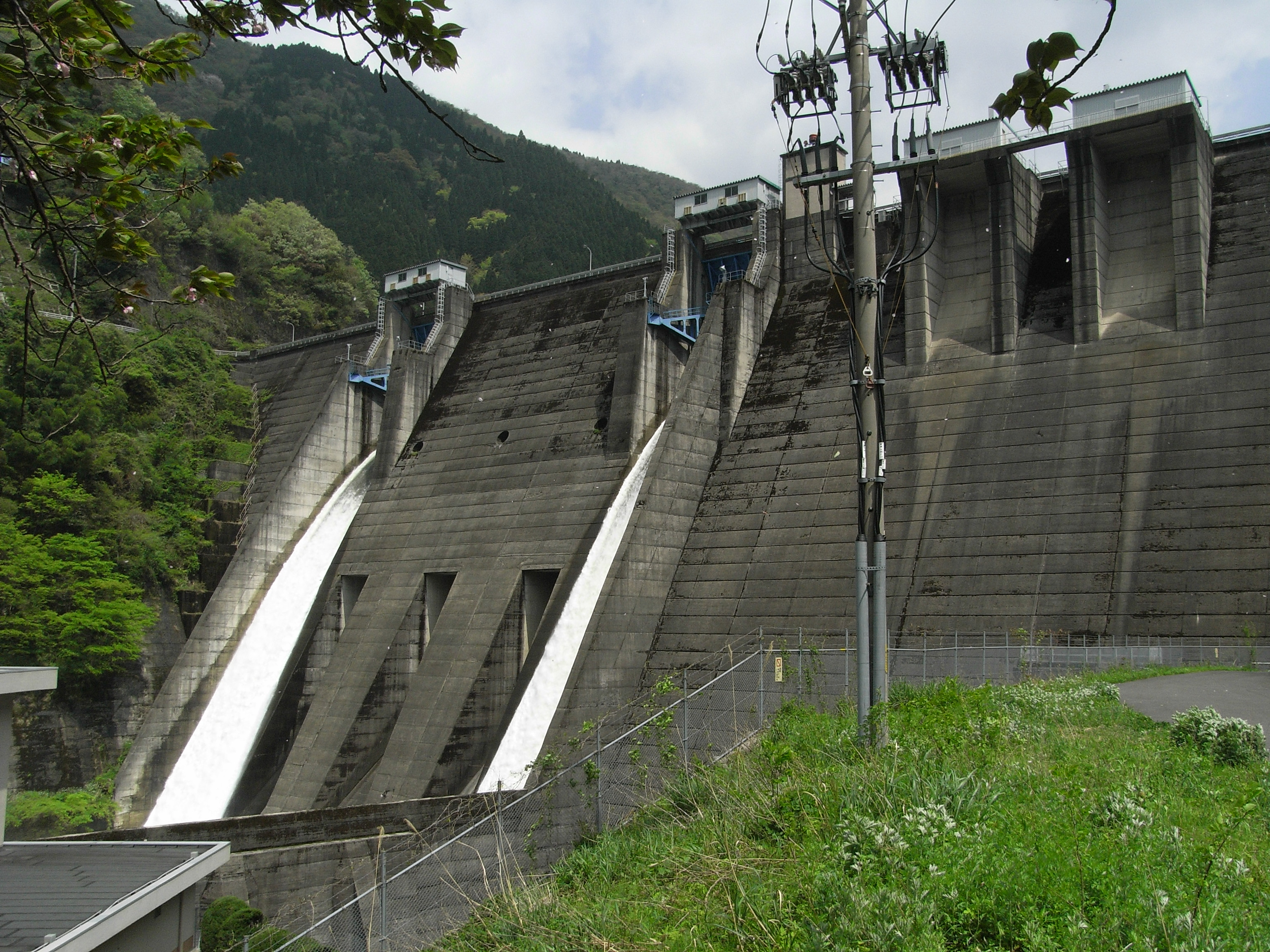
지구 방위군 지하 도크 장면이 촬영된 요코야마 댐.

이 영화 제작과는 별개로, 1990년대 중반에, 월트 디즈니 컴퍼니가 야마토의 영어 리메이크 버전인 스타 블레이저의 저작권을 사들였었는데 영화로 제작하지는 못했었다. TBS의 영화 제작을 담당하는 TBS 필름스는 2005년경부터 실사판을 계획하고 있었다. 2009년 7월 17일, 원래 '우주전함 야마토' 텔레비전 시리즈의 제작자이자 스태프인 이시구로 노보루는 그의 오타콘 패널에서 우주전함 야마토의 실사영화 버전을 개발 중임을 밝혔다. "꿈의 프로젝트"라 불리며 2010년 12월에 개봉 계획이고 22억 엔의 제작비인 이 프로젝트는, 《리터너》와 《올웨이즈 3번가의 석양》 시리즈로 잘 알려진 야마자키 다카시 감독이 맡기로 했다. 야마토는 개봉 전부터 어마어마한 제작비로 일본 영화계에 화두가 되었다.
대부분의 촬영은 2009년 10월 12일 시작되어 그 해 말까지 모두 마무리되었다. 컴퓨터 그래픽과 편집, 그리고 촬영 이후의 부분을 9개월 동안 작업했다. 지구 방위군 지하 독은 2009년 11월 5일, 기후현 이비가와정에 있는 요코야마 댐 내부에서 촬영되었다. 스스무가 레어 메탈을 찾는 장면은 다지미시의 점토 토장에서 촬영되었고, 격납고의 장면은 아이치현 다하라시 이라고 곶 이세완 페리의 배 '토바마루 (鳥羽丸)'에서 촬영되었다. 그 이외의 대부분의 장면은 도쿄도 세타가야구 세이조·키누타에 있는 도호 스튜디오에서 촬영되었다. 첫 신과 마지막 신에 모두 구로키 메이사가 등장했다.
야마토는 야마자키의 시각 효과 전문 회사 시로구미가 담당한 대규모의 VFX가 사용되었는데, 500회가 넘는 샷으로 영화의 상영 시간 중 65분에 달한다. 데일리스포츠 신문은 TV 시리즈의 우주 전쟁을 재현하기 위해서 80%의 신 (scene)에 가장 최근의 CGI 기술을 사용했다고 보도했다. 이 영화에서 코다이 스스무를 연기하는 기무라 타쿠야는 아바타를 보고 감동을 받고는 야마자키에게 영화 야마토의 CGI 신의 수준을 높이고, 가능하다면 재촬영을 하자고 제의하기도 했다.
영화 개봉 약 한 달 전인 2010년 11월 8일, 원작자 니시자키 요시노부가 정박중이었던 민간조사선 '야마토'호에서 바다로 실족해 사망했다.

### 마케팅

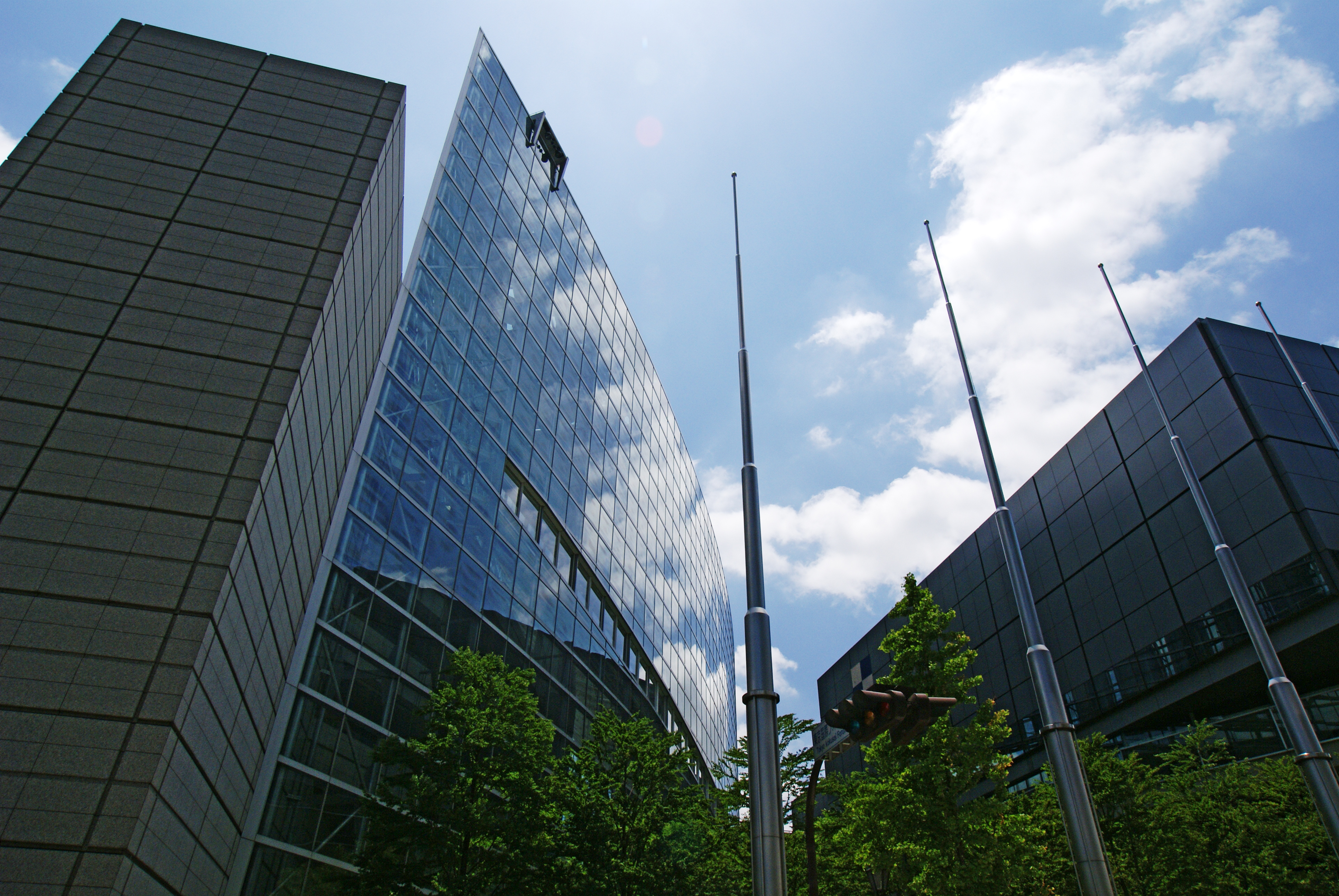
도쿄 국제 포럼.

영화 제목에 영어가 포함되었는데, 이는 해외 진출을 노렸기 때문이다. 2010년 1월 1일부터, 텔레비전 CM, 신문 광고, 극장 포스터 선전이 시작되었다. 배급사 도호는 "2010년은 야마토의 해"라고 일컬으며, 2010년 설날에만 영화 홍보에 1억 엔을 투입했다. 같은 해 11월부터는 구글 어스에서 영화 속 공간을 찾아볼 수 있는 'YAMATO earth' 콘텐츠도 공개했다. 개봉 직전까지도 영화에 대한 정보가 거의 알려지지 않았고, 개봉 한 달 전인 11월 1일, 도쿄 국제 포럼에서 특별 토크쇼가 열렸으며, 10만 명이 넘는 팬들이 참가에 응모했다. 일본 정식 개봉 전인 11월 6일, 미국 산타모니카에서 열린 아메리칸 필름 마켓 (AFM)에서 영화 바이어들을 대상으로 월드 프리미어를 가졌다.

## 개봉

### 박스 오피스
숏 티저 예고편은 일본의 2009 'Johnny's Countdown' 콘서트에서 처음으로 공개되었다. 실사판의 첫 공식 예고편은 2010년 6월 일본의 TV에서 공개되었다. 새 예고편은 더 길고, 첫 번째 시리즈에서 기원한 EDF 복장의 새 디자인과, EDF와 가리마스의 새로운 우주전함과 스타파이터가 등장했다. 또한 두 번째 시리즈에서 등장했던 야마토의 우주 특공대도 또한 포함되었다.
| 영화            | 개봉 일자       | 박스 오피스 수익 | 박스 오피스 수익 | 박스 오피스 수익 | 박스 오피스 순위 | 제작비     | 출처   |
| 영화            | 일본            | 일본             | 해외             | 세계 전체        | 일본 (2010년)    | 제작비     | 출처   |
| --------------- | --------------- | ---------------- | ---------------- | ---------------- | ---------------- | ---------- | ------ |
| 우주전함 야마토 | 2010년 12월 1일 | 49,163,295 달러  | 506,978 달러     | 49,670,273 달러  | 8위              | 약 20억 엔 | [ 22 ] |

2010년 12월 1일에 일본의 440개 영화관에서 일제히 개봉하였다. 우주전함 야마토는 해리포터와 죽음의 성물 1부를 밀어내고 1위로 박스 오피스에 데뷔했으며, 첫 주에만 6,274,087 달러를 벌어들였고, 2주 연속 1위를 차지했으며, 8주 연속 10위 이내에 들었다. 그리고 개봉한 지 1개월 내에 200만 명 관객을 돌파했다. 2010년 12월 18일, 19일, 2011년 1월 8일, 9일 날에, 바리어 프리 상영되었다. 그리고 총 49,163,295 달러를 벌어들여 그 해 일본에서 개봉한 영화 중 8위의 수익을 올렸다.
야마토는 세계 여러 나라에 영화를 개봉하기 위해서 Wild Side Films (프랑스), Splendid Film (독일), 골든 하베스트 (중국, 홍콩, 마카오), Catchplay (중화민국), Encore Films (싱가포르, 말레이시아, 브루나이, 인도네시아), 사하몽콘 필름 인터내셔널 (타이) 등과 배급 계약을 맺었다. 일본 내 개봉 뒤 한 달 뒤인 12월 31일부터는 대만에서 공개되었으며, 본 영화는 홍콩에서 352,860 달러를 벌어들였으며, 싱가포르에서 157,025 달러, 타이완에서 104,073 달러, 타이에서 48,952 달러를 각각 벌어들였다.

### 홈 미디어
Mediatres Studio는 스페인 내 배급을 위해 TBS와 계약을 맺었다. 야마토는 스페인 내에서 DVD로 발매되었고 스페인 워너 홈 비디오를 통해 판매되었다. DVD와 블루레이 편집본이 2011년 6월 24일 일본에서 발매되었다. 발매 첫 주에 DVD 약 56000개, 블루레이 약 25000개를 판매해 영화 부문 1위를 기록했다.

## 평가
야마토의 영화평은 긍정적이면서도 비판적인 평이 주를 이뤘다. 요미우리 신문의 크리스토프 마크는 이 영화가 배틀스타 갈락티카의 리메이크 작품이 떠오른다고 평했다. 교도 통신사의 소토야마 신야는, "'야마토 세대'의 상당수는 향수로 가슴이 벅찰 것이다. 확실히 기술면에서는, 헐리우드와의 수준의 차이를 통감하지 않을 수 없지만, 그것은 예산 (제작비)과 노하우 (경험)의 문제에 지나지 않는다고 생각한다. 대신에, 일본에는 애니메이션으로 기른 SF 표현이나 전투 연출의 독자적인 노하우가 있는 것을, 이 작품은 가르쳐 준다."라고 평했다. 재팬 타임스는 긍정적인 평가를 내렸다. 이 신문은 야마토가 "완고한 팬들과 후원사의 기대 압박에 부담을 많이 받았지만, 어린이를 대상으로 충분히 재밌는 영화를 만들어냈고, 상당한 수준의 CG를 만들어냈다"고 평했다. 시네마 매거진의 나카니시 아키라는, "전개가 너무 빨라서 스토리에 깊이와 중량감이 별로 느껴지지 않았다. 하지만 애니메이션과는 다른 야마토의 웅자함을 영화관의 큰 화면에서 볼 수 있던 것은 대만족이었다."라고 평했다. 한편, 이 작품은 제2차 세계 대전 당시 침몰한 야마토를 모티브로 제작해, 일본의 제국주의를 미화했다는 비판도 받았다.
사이파이 재팬의 편집장 밥 존슨은 "더할 나위 없이 즐거운 롤러코스터이며, 당신이 어떤 각색물에서 보기를 원하는 모든 것을 담은, 원작 애니메이션에 대한 액션으로 가득한 헌정"이라고 평했다. 애니메 뉴스 네트워크의 잭 버치는 영화의 점수를 B라고 매겼고, "완전한 현대판 각색으로, 가속페달을 밟고는 잠시도 멈추지 않고, 당신을 아주 즐겁게 만든다."라고 평했다. 더 헐리우드 리포터의 매기 리는 서양의 공상과학 영화와 비교해서 적은 예산임에도 불구하고 원래 시리즈의 "‘70년대 만화라고 볼 수 없는 세련된 미래의 모습"이라고 말했다.
우주전함 야마토는 제5회 아시아 필름 어워드 최우수시각효과상 후보에 올랐으나, 수상은 하지 못했다. 2011년 제29회 일본 그로스상 일본 영화 부문 최우수 금상을 수상했다.

## 상품

### 사운드트랙
오리지널 사운드 트랙 음반은 사토 나오키가 전체 작곡했으며, 레이블은 크라운 도쿠마 뮤직으로, 개봉일인 2010년 12월 1일에 맞춰 발매되었다. 미야가와 히로시가 작곡한, 이전 애니메이션 시리즈에서 사용되었던 곡들도 일부 사용되었다.
2010년 9월 16일, 도쿄그래프는 하드 록 밴드 에어로스미스의 구성원인 스티븐 타일러가 영어로 번역된 각본과 영화의 몇 장면을 바탕으로 "Love Lives"라는 이름의 영화의 주제곡을 썼다고 보도했다. 또한 타일러는 직접 이 노래를 불렀으며, 영화가 개봉되기 일주일 전 2010년 11월 24일에 음반이 발매되었다. 그리고 공식 예고편에서 노래의 일부분이 사용되었다. 이는 타일러의 첫 솔로 프로젝트이기도 했다.

### 수록곡
전체 작곡: 사토 나오키
| #            | 제목                                                                     | 재생 시간 |
| ------------ | ------------------------------------------------------------------------ | --------- |
| 1.           | 〈SPACE BATTLESHIP ヤマト Opening Title →우주전함 야마토 오프닝 타이틀〉 | 3:34      |
| 2.           | 〈薄汚れた男 →더러운 남자〉                                              | 1:14      |
| 3.           | 〈希望の船 →희망의 배〉                                                  | 4:16      |
| 4.           | 〈波動砲発射 →파동포 발사〉                                              | 4:38      |
| 5.           | 〈ガミラス艦隊 →가미라스 함대〉                                          | 3:25      |
| 6.           | 〈帰還 →귀환〉                                                           | 2:43      |
| 7.           | 〈ガミラスロイド →가미라스로이드〉                                       | 0:46      |
| 8.           | 〈命令 →명령〉                                                           | 1:38      |
| 9.           | 〈敵艦隊消滅 →적 함대 소멸〉                                             | 3:20      |
| 10.          | 〈一瞬の静寂 →일순의 정적〉                                              | 4:23      |
| 11.          | 〈慰め →위로〉                                                           | 1:40      |
| 12.          | 〈美しい青い星 →아름다운 푸른 별〉                                       | 0:47      |
| 13.          | 〈危機 →위기〉                                                           | 2:13      |
| 14.          | 〈信念 →신념〉                                                           | 2:10      |
| 15.          | 〈新たな歴史を →새로운 역사를〉                                          | 2:26      |
| 16.          | 〈コスモゼロ発進 →코스모 제로 발진〉                                     | 4:36      |
| 17.          | 〈放射能除去装置の真実 →방사능 제거 장치의 진실〉                        | 5:51      |
| 18.          | 〈託された未来 →맡기는 미래〉                                            | 2:05      |
| 19.          | 〈地球 →지구〉                                                           | 2:34      |
| 20.          | 〈デスラーの報復 →데슬러의 복수〉                                        | 3:21      |
| 21.          | 〈守りたいもの →보호〉                                                   | 4:41      |
| 22.          | 〈最期の敬礼 →마지막 경례〉                                              | 3:07      |
| 총 재생 시간 | 총 재생 시간                                                             | 65:28     |

### 파생 상품
와쿠이 마나부는 본 영화를 소설화(ISBN 978-4-09-408548-8) 했다. 소설화된 내용에서는 이야기가 거슬러 올라가서 2149년 행성 폭격도 다루고 있으며, 시마의 아들 지로가 말을 하지 못했다가 야마토의 생존자들이 귀환하는 것을 보고 처음으로 말을 트게 되는 장면도 들어 있다.
2010년 6월에는 야마토 탄생 36주년을 맞으면서 역시 36주년을 맞이한 캐릭터 헬로키티와 콜라보레이션으로 배틀 수트를 입은 헬로키티를 한정 판매하기도 했다. 하우스식품에서는, 코다이 스스무가 등장하는 디자인이 사용된 쿠쿠레카레를 10월 28일부터, O·Sack을 11월 5일부터 한정 판매했다.

## 같이 보기
- 남자들의 야마토
- 우주전함 야마토
- 마쓰모토 레이지
- 니시자키 요시노부
- 이시구로 노보루
- 야마자키 다카시
- 키무라 타쿠야
- 구로키 메이사